# Catharina Haverkamp
Catharina Haverkamp (Hoogkarspel, 21 maart 1959) is een Nederlands actrice. Ze studeerde in 1991 af aan de Toneelschool Arnhem.
Haverkamp werd vooral bekend als de nuchtere en boerse huishoudster Jeltje uit de televisieserie M'n dochter en ik. Ze is getrouwd en heeft vier kinderen. 

## Filmografie
- We Zijn Weer Thuis (televisieserie); als Inge Kolfschoten (4 afl., 1993-1994)
- M'n dochter en ik (televisieserie); als Jeltje (1995)
- Hertenkamp (televisieserie); als Madelon Morel (afl. 18, 1998)
- Spangen (televisieserie); afl. "Geen verzet" (1999)
- Isabelle (film); als Jeanne (2001)
- Wet & Waan (televisieserie); als rechter Brakman (2 afl., 2000-2003)
- Grijpstra & De Gier (televisieserie) als Hannie Leeuwenberg, afl. Tot de dood ons scheidt (2005)
- De Gelukkige Huisvrouw; als mevrouw Schreuder (2010)
- De vier van westwijk (televisieserie); als journaliste (2012)
- Loenatik, te gek (film); als mevrouw de Haas (2014)
- Circus Noël (televisieserie); als Madam Koket (2017)
- De regels van Floor als lerares (2022)